# Katzelmacher
Katzelmacher är en västtysk svartvit film från 1969 i regi av Rainer Werner Fassbinder.

## Handling
Jorgos är en invandrad arbetare från Grekland som går med i en kringdrivande grupp unga, han skapar fiendskap och avundsjuka bland dem och blir kallad "kommunist" och "grekisk hund". Efter att ha blivit nedslagen berättar han för Marie om sin längtan att resa hem igen.

## Om filmen
Filmen spelades in under nio dagar i München och hade världspremiär den 8 oktober 1969 vid filmfestivalen i Mannheim. Den har inte haft svensk premiär.

## Rollista
- Hanna Schygulla - Marie
- Lilith Ungerer - Helga
- Rudolf Waldemar Brem - Paul
- Elga Sorbas - Rosy
- Doris Mattes - Gunda
- Irm Hermann - Elisabeth
- Peter Moland - Peter
- Hans Hirschmüller -Erich
- Harry Baer - Franz
- Hannes Gromball - Klaus
- Katrin Schaake - kvinna i restaurangen
- Rainer Werner Fassbinder - Jorgos (ej krediterad)

## Utmärkelser
- 1969 - Baden-Badener Tage des Fernsehspiels - Teleplay Award, Rainer Werner Fassbinder
- 1969 - Mannheim-Heidelberg International Filmfestival - Interfilmpriset, Rainer Werner Fassbinder
- 1970 - Tyska filmpriset - Filmpriset i guld, bästa spelfilm
- 1970 - Tyska filmpriset - Filmpriset i guld, bästa skådespelerska, Antiteaters ensemble
- 1970 - Tyska filmpriset - Filmpriset i guld, bästa foto, Dietrich Lohmann
- 1970 - Tyska filmpriset - Filmpriset i guld, bästa manus, Rainer Werner Fassbinder
- 1970 - Tyska filmpriset - Filmpriset i guld, bästa spelfilmsskapande, Rainer Werner Fassbinder
- 1970 - Preise des Verbandes der Deutschen Filmkritik - Bästa spelfilm, Rainer Werner Fassbinder